# Marcaria
Marcaria (Marcarìa in dialetto mantovano) è un comune italiano di 6 395 abitanti della provincia di Mantova in Lombardia.

## Geografia fisica

### Territorio
Il suo territorio si trova nel bassopiano a sinistra del corso dell'Oglio ed è attraversato da corsi d'acqua minori d'origine naturale nati dopo l'ultimo periodo glaciale.

## Storia

### Fondazione
L'area in tempo preistorico era di tipo alluvionale con grande ricchezza di acque e presenza di lievi alture che si innalzavano di poco rispetto alla pianura circostante. L'antropizzazione della zona avvenne in età neolitica e l'elemento caratterizzante del territorio fu il fiume Oglio che continuava a mutare la geografia fisica della zona. Restano tracce di antichi alvei fluviali, in parte documentate storicamente, che portano in tempi successivi verso la posizione dell'Oglio nell'alveo moderno.
In epoca romana vennero costruite vie di comunicazione, fu attuata la suddivisione dei terreni coltivati ed il territorio sul confine sud occidentale  cominciò ad essere influenzato economicamente da Brescia (il ducato bresciano si estendeva prima del mille sulla destra Oglio fino a Suzzara e oltre). Dopo la caduta dell'Impero romano d'Occidente, in epoca longobarda, le campagne prima abbandonate si ripopolarono lentamente, si realizzarono e bonifiche e disboscamenti, sorsero piccoli nuclei abitativi che nel X secolo divennero castelli difensivi contro le scorrerie degli Ungari.

### Dal X secolo
Alla fine del X secolo si affermarono localmente le famiglie feudali e Marcaria era dominata dagli Obertenghi, dai quali discenderanno varie importanti dinastie, come Estensi e Pallavicino, mentre Campitello era sotto il controllo dei Canossa, che già con Tedaldo dominavano il mantovano.
Adalberto Obertengo nel 1033 donò il castello di Marcaria e il suo territorio al monastero di Santa Maria Assunta (poi Castione Marchesi) e tale possesso rimase valido formalmente sino al XVIII secolo, malgrado il godimento temporaneo di questo privilegio passasse a diversi signori.
Campitello, dopo le acquisizioni locali dalla Chiesa mantovana di Bonifacio di Canossa, alla morte di Matilde (1115), per sua volontà entrò nei possedimenti della Diocesi di Mantova. Questo determinò l'ostilità degli antichi vassalli canossani, i cosiddetti dòmini di Campitello, che si esaurì con la fine della dinastia canossana e la disgregazione dell'impianto feudale. Nel mantovano si riaffermarono le grandi famiglie e le consorterie nobiliari legate al passato, facilitate dal fatto che l'imperatore, dopo la morte di Matilde, non nominò alcun successore a rappresentarlo. Intorno al XII secolo in Marcaria si affermarono conti locali legati ai conti di Sabbioneta e agli Ugonidi di stirpe bresciana: i conti di Marcaria, che competeranno con le nascenti realtà comunali di Mantova, Brescia, Cremona nel tentativo di acquisire il potere cittadino, senza tuttavia contrastarne l'affermazione.

### Dal XIV secolo
Marcaria nacque dall'aggregazione, avvenuta tra il XIV e il XV secolo, di due entità territoriali in precedenza distinte, le curtes medioevali di Marcaria e di Campitello.
I Bonacolsi prima ed i Gonzaga poi, per motivi amministrativi e strategici legarono sempre più Campitello al Vicariato di Marcaria. Il castello di Marcaria per secoli vigilò il confine con Cremona e Brescia e Campitello, dopo l'età comunale, ebbe la funzione strategica di difesa dei nuovi territori mantovani conquistati alla destra dell'Oglio fino al Po.
Ai primi del Duecento una quantità di terreni imprecisati in Gazzuolo, perciò in destra Oglio, paiono risultare ancora parte integrante del territorio campitellese, mentre la parrocchia di Marcaria ha continuato ad estendersi oltre l'Oglio in territorio di San Martino dall'Argine alle propaggini (scolo Cavata) di quell'abitato fino al 1987.
Il fiume fu anche via di comunicazione e certo la più antica, percorsa sicuramente già in epoca etrusca e poi romana in entrambi i sensi.
Privati bresciani sono documentati nell'area di Campitello ancora ai primi del secolo X, come del resto già dal IX secolo il monastero di San Faustino e quello ben più importante di Santa Giulia, che deteneva cospicue proprietà anche in Marcaria (X secolo).
Un episodio è la proditoria presa del castello di Marcaria (1251) da parte dei ghibellini cremonesi alleati di Ezzelino da Romano e favorita dal conte di Marcaria Ratbolo, dal parente Percivalle conte di San Martino Gusnago e Ubaldino dei dòmini di Campitello. Marcaria verrà prontamente ripresa dai mantovani di città che uccideranno il conte Ratbolo, costringeranno alla fuga e all'esilio Ubaldino e Princivalle coi loro alleati. Conseguenza immediata fu la distruzione del castello di Campitello, che verrà bruciato per ritorsione da Ezzelino. L'episodio, allora definito il fatto di Marcaria, ebbe al tempo vasta risonanza, tanto da essere immortalato con una pittura infamante, sulla parete d'ingresso del Palazzo della Ragione di Mantova, allora novella sede del palazzo comunale (sono ancora riscontrabili i nomi di alcuni congiurati quali Ubaldino e Mozolino di Campitello, il conte Guiscardo di Redondesco, Aldrigo Calorosi, Ottolino).
Negli anni successivi i da Marcaria ancora si distingueranno col conte Federico, che dapprima alleato di Pinamonte Bonacolsi nella presa del potere cittadino (1272), sarà poi proprio da quello bandito con tutta la famiglia.
L'acquisizione del potere da parte dei Bonacolsi, coinciso col rafforzamento dei confini occidentali e l'espansione definitiva verso sud del circuito mantovano, fu proprio la circostanza che creò le premesse che determinarono successivamente l'annessione di Campitello all'odierno capoluogo di cui già s'è accennato.
Da questo momento Marcaria sarà unicamente luogo di funzionari e militari. La nobiltà mantovana legata alla stabilità del possesso della terra sarà qui praticamente assente anche per la presenza dei Castiglioni, che a seguito della rinuncia dei Gonzaga all'investitura in Casatico dai monaci di Castiglione di Parma, erano entrati in possesso praticamente dell'intero territorio (1445).
L'antica corte di Campitello, fatta salva la zona di San Michele, in cui fino in tempi relativamente recenti permarrà cospicua la proprietà della Mensa vescovile, sarà pressoché colonizzato dalla nuova nobiltà mantovana, spesso nata e cresciuta alla Corte dei Gonzaga, che per rinuncia stessa dei Signori beneficerà delle antiche concessioni vescovili (Valenti e Strozzi a Campitello; Conegrani e poi Luzzara a Canicossa, Torchio e Bianchi a Cesole). La caduta dei Dominanti prima, l'età delle riforme col Catasto Teresiano poi, seguite dal periodo Napoleonico ridimensioneranno i possessi di tutti, clero compreso, specie nella zona sud, ridistribuendo la proprietà terriera, che per il 50% passerà all'emergente classe borghese. In loco si distingueranno funzionari e addetti alle varie magistrature, ma compariranno anche nomi nuovi (Norsa, Forti, Fano, etc), legati spesso all'acquisizione di capitali, che in taluni casi già aveva contraddistinto le famiglie d'origine ebraica.

## Monumenti e luoghi d'interesse

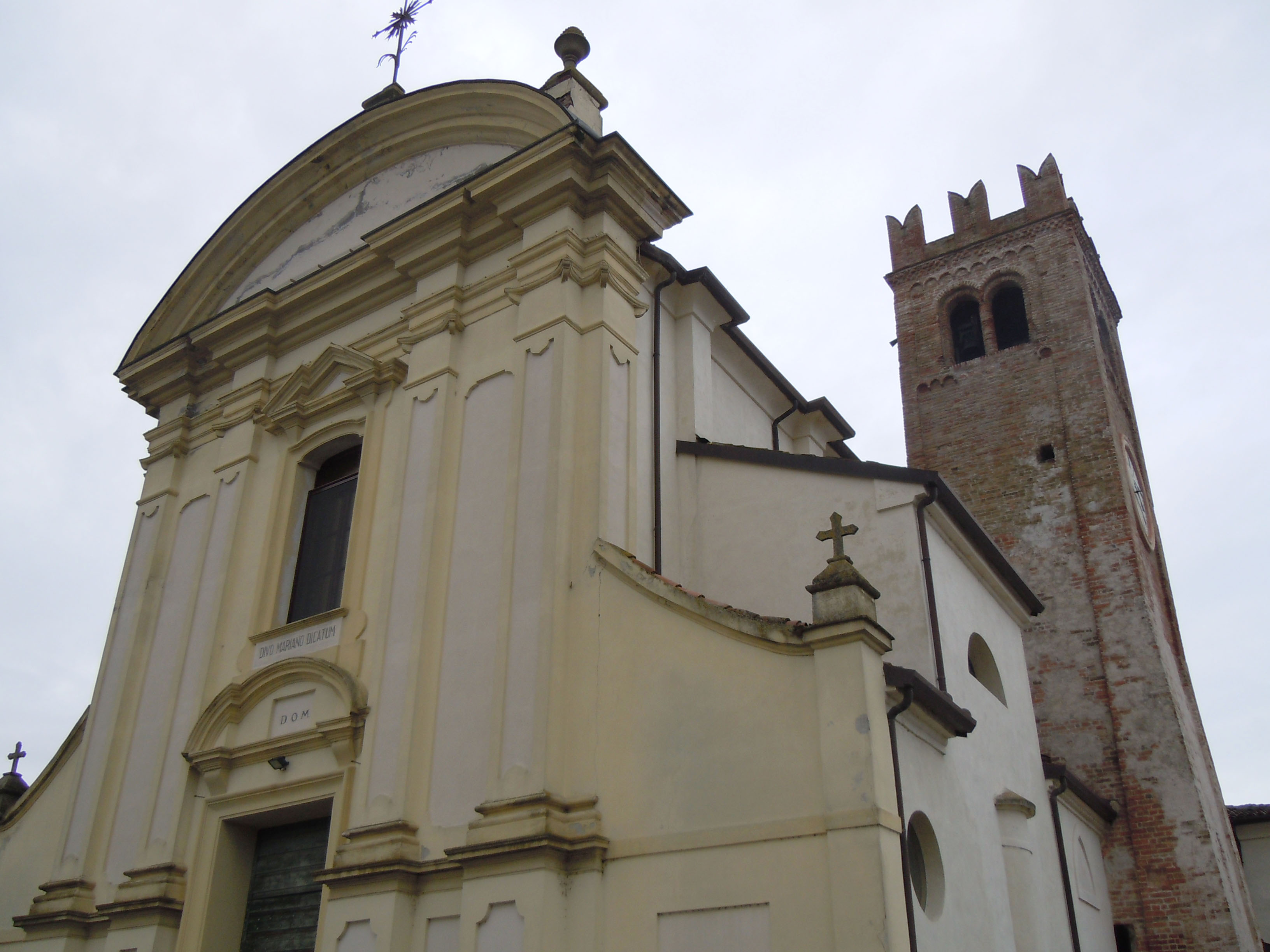
Chiesa di S. Mariano a Canicossa

### Architetture religiose
- Chiesa parrocchiale di San Giovanni Battista a Marcaria. Edificio barocco risalente al primo Settecento.
- Chiesa cimiteriale di San Giovanni Battista in Marcaria.
Trattasi di edificio in stile gotico riedificato nel 1493 su una preesistente cappella citata già nel 1033. Al suo interno conserva interessanti affreschi votivi (fine sec. XV - inizi secolo XVI).
- Chiesa parrocchiale di Cesole (metà del XV secolo).
Dedicata a San Benedetto, fu eretta in stile gotico lombardo dal facoltoso e nobile mantovano Bonaventurino de Torcoli dopo il 1444, allorché acquisì quale unico proprietario la Curia Cesularum da Ludovico Gonzaga. Dell'edificio originale, praticamente ricostruito agli inizi del Novecento in stile neogotico su disegno dell'architetto Provasoli Ghirardini, si è salvata unicamente la torre campanaria, danneggiata nella sua sommità dal recente terremoto (maggio 2012). L'interno, in cui si conserva un vaso battesimale in alabastro che reca lo stemma del fondatore e le lettere iniziale e finale del suo nome, si caratterizza per l'aria di raccoglimento e la piacevolezza dell'ornato a fresco in gotico moderno. Vi si conservano due belle tele settecentesche.
- Chiesa di Campitello.
Intitolata a San Celestino I, papa, di cui si conservano le reliquie provenienti dal duomo di Mantova, risale alla prima metà del sec. XI a seguito dello sviluppo della zona promossa dal piano di dissodamento perseguito dal marchese Bonifacio di Canossa. Già pievania dal 1045, ebbe sottoposte le chiese di Santa Maria dal Bosco oggi Gabbiana (oggetto questa di ben due donazioni Matildiche nel 1073 e nel 1107), di S. Michele in Bosco e la scomparsa cappella di S.Venerio. Sulle comunità di Cesole e Canicossa prive di luoghi di culto fino al sec. XVI circa, la matrice esercitò invece direttamente il proprio diritto pievano senza intermediazioni alcuna. Ad inizi ‘200 risulta gestita da un piccolo capitolo costituito da un arciprete, un presbitero, due canonici. Dopo il Concilio di Trento che sancì la definitiva elevazione a parrocchie delle chiese minori ormai emancipate, la ristrutturazione diocesana in vicariati ridisegnò le antiche competenze: alla antica pievana di Campitello rimasero legate le chiese di Gabbiana, Cesole e Canicossa, mentre quella di S. Michele passava invece sotto il vicariato foraneo di Marcaria (1610).  Oggi l'edificio, riedificato sull'area dell'antica pieve in bello stile barocco (1768), ha forme più ampie e la facciata ruotata di 90°. Il campanile fu ricostruito nel 1801 sulle solide fondamenta del precedente. Nell'abside si conserva un'apprezzabile tela rappresentante papa Celestino dipinta da Giovanni Bottani tra il 1775 e il 1787, su un altare laterale l'incoronazione della Vergine attribuita all'Andreasino e nella cantoria il prezioso organo di Andrea Montesanto (1794).

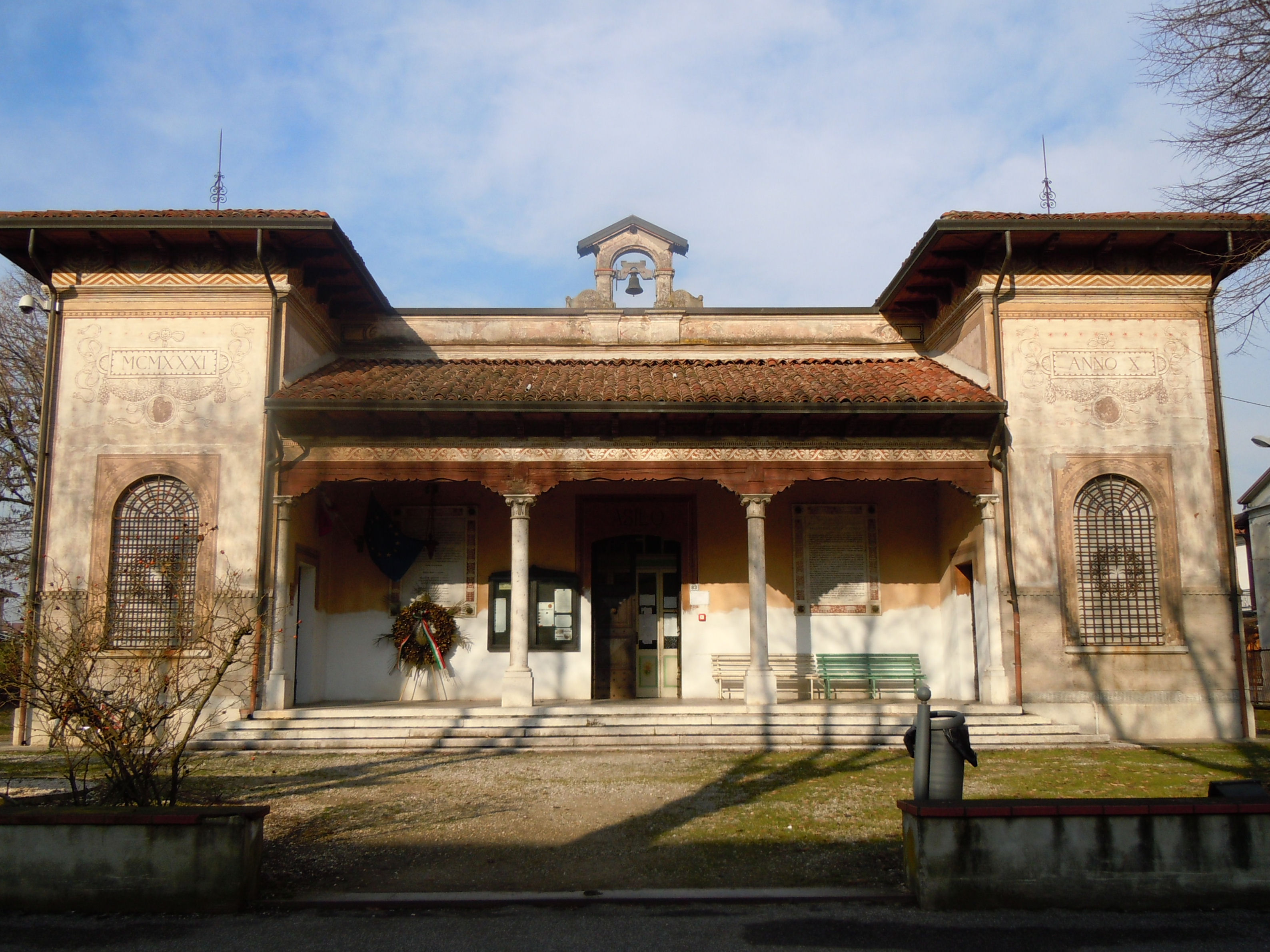
Asilo comunale

### Architetture civili
- Corte Castiglioni (Casatico).
Complesso monumentale, già dimora di campagna della famiglia Castiglioni, in cui il 6 dicembre 1478 nacque il famoso Baldassarre Castiglione, autore del Cortegiano. L'impianto della corte è quattrocentesco e vi si accede tramite una porta a merlature chiuse, un tempo provvista di ponte levatoio. Una seconda porta difensiva precede il grande cortile erboso su cui si affacciano gli edifici interni, barchesse, stalle, magazzini e il palazzo vero proprio, cui si accosta sul lato meridionale l'emblematica torre a pianta stellare. Il primo nucleo abitativo risale al 1445, cui seguirono nello stesso secolo ulteriori interventi forse operati col concorso e la genialità di Luca Fancelli. Il porticato quattrocentesco con stemmi gentilizi dipinti chiude a Nord la grande corte, che fra il 1546 e il 1548 il conte Camillo, avvalendosi di disegni di Giulio Romano, sviluppò aggiungendovi anche la singolarissima torre stellata. Nella seconda metà del Cinquecento lavorarono qui alcuni epigoni di Giulio Romano, quali Ippolito Andreasi detto l'Andreasino, Giulio Rubone (gran sala dell'antica loggia), Giangiacomo da Mantova (nella torre stellata). Gli ultimi lavori di rilievo sono da ascrivere alla metà del Settecento, cui, a fine secolo inizi del successivo, seguirono le decorazioni del pittore mantovano Giacomo Gatti.
- Villa Aurelia già Pasetti (San Michele in Bosco)
Edificata nel XVII secolo e restaurata nel 1945 è un bell'esempio di dimora gentilizia barocca con parco, un tempo con serre e scuderie. L'edificio sorto sulla millenaria proprietà vescovile, in San Michele nella curtis Campitellese è citato la prima volta in un catasto vescovile del 1690 (Vescovo Vialardi). Gli interventi operati tra il 1838 e il 1841 aggiunsero al primitivo corpo centrale i due corpi laterali. Vi soggiornò spesso Papa Sarto (anni 1884 - 1893), assurto poi agli onori degli altari come San Pio X. Ceduto nel 1940 alla famiglia Pasetti, il fabbricato nel 1945 fu da questa radicalmente restaurato e abitato fino al 1974, anno in cui fu ceduto alla Curia bolognese. Trasformato in pensionato per anziani, oggi è divenuta Residenza Sanitaria Assistenziale.
- Corte Picciona (San Michele in Bosco), seconda metà del XV secolo.
Esempio di corte padronale quattrocentesca, ancora denuncia l'impronta fancelliana nelle merlature finte che coronano il palazzo e le costruzioni di servizio. Espressione del principe o di dignitari di corte trova paragoni più illustri in palazzo Pastore a San Martino Gusnago, nella Corte Ghirardina di Motteggiana, nella Corte Castiglioni a Casatico, nella Facchina di Nosedole. Su lato meridionale in fregio alla Comunale un tempo le costruzioni più basse assolvevano alle funzioni rurali ma anche difensive. Tracce residue di affresco negli spazi interposti tra i merli evocano ancora l'antico splendore. Ai marchesi Ippoliti di Gazoldo (Seicento) nel secolo XVIII succedono nella proprietà i conti Piccioni di Bozzolo (da cui il nome), che ad inizio Ottocento la cedono ai Paltrinieri, funzionari della magistratura napoleonica e austriaca. Costoro ristrutturarono pesantemente il palazzo padronale, iniziando anche lo smembramento della corte, purtroppo continuato in tempi recenti.
- Il Palazzone (Campitello)
Dimora nobiliare di inizi Seicento di Alessandro Gonzaga (il suo nome ancora compare con la data 1611 sull'architrave d'ingresso) è caratterizzato dal sopralzo a timpano (oggi sulla retrofacciata) e dal pomposo portale d'ingresso alla corte. Nel Catasto Teresiano (1775) è proprietà della Duchessa di Modena e Massa e nel 1840 viene ceduto ai Chizzolini, esponenti della borghesia locale. Destinato nel 1927 a divenire ospedale per i poveri del paese per volontà testamentaria della vedova Olimpia Muzzani, torna negli anni cinquanta all'erede legittima, perché vengono disattese le volontà della testatrice.
- Villa Luzzara (Canicossa) (seconda metà XVII secolo - metà XVIII secolo).
La maestosa villa dei marchesi Luzzara costruita in stile barocco venne iniziata nella seconda metà del Seicento ma fu completata molta lentamente (nel 1767 ancora rimaneva da terminare l'ala verso le scuderie e la sistemazione del giardino). La pianta è caratterizzata dal grande salone centrale, spazio pressoché cubico, che al centro si innalza a tutta altezza, verso cui convergono tutti gli ambienti sia al piano terreno che a quello superiore. Con l'estinzione dei Luzzara la villa rapidamente decadde con perdita degli stucchi e l'addossamento sul lato sinistro di barchesse e rustici. Passata in mano a vari proprietari, fu restaurata dai Viterbi che la condussero allo stato attuale. Fu abitata anche da Giuseppe Finzi, una delle figure più importanti del Risorgimento, sepolto nel cimitero locale.
- Villa Bianchi, oggi Negri (Cesole).
Documentata già nel 1538 come la corte di Cesole, nel 1575 è proprietà di Ferdinando Gonzaga, signore di Guastalla, che nel 1594 la cede a Ercole Gonzaga. Passata al Duca Vincenzo signore di Mantova, costui la cedette a Gerolamo Bianchi, i cui discendenti (marchesi) la vendettero a loro volta ai fratelli Fano, che ristrutturarono il palazzo padronale in forme neoclassiche. La splendida villa, connotata all'interno dall'ampio androne a cassettoni (Salone centrale) che l'attraversa, presenta tra l'altro la sala denominata del Fornaretto con le decorazioni grottesche attribuite appunto al pittore detto il Fornaretto Mantovano. Oggetto di recenti restauri, è parte di un complesso abitativo che comprende magazzini, scuderie, chiesa padronale ed un ampio parco secolare con giardino all'italiana, caratterizzato al centro da un'emblematica costruzione a torre (Colombaia), affrescata nella sua parte inferiore. Oggi è essenzialmente utilizzata come sala ricevimenti.

### Aree naturali
- Parco dell'Oglio Sud
- Riserva naturale Torbiere di Marcaria

## Società

### Evoluzione demografica
Abitanti censiti

## Cultura

### Cucina
- Tortello di zucca alla Cesolana.[16]

## Amministrazione
| Periodo | Periodo   | Primo cittadino         | Partito      | Carica  | Note   |
| ------- | --------- | ----------------------- | ------------ | ------- | ------ |
| 2021    | in carica | Carlo Alberto Malatesta | lista civica | sindaco | [ 17 ] |